# Independence (Califòrnia)
Independence és una concentració de població designada pel cens dels Estats Units a l'estat de Califòrnia. Segons el cens del 2000 tenia 574 habitants.

## Demografia
Segons el cens del 2000, Independence tenia 574 habitants, 272 habitatges, i 161 famílies. La densitat de població era de 55,4 habitants/km².
Dels 272 habitatges en un 23,2% hi vivien nens de menys de 18 anys, en un 49,6% hi vivien parelles casades, en un 7% dones solteres, i en un 40,8% no eren unitats familiars. En el 35,7% dels habitatges hi vivien persones soles el 18% de les quals corresponia a persones de 65 anys o més que vivien soles. El nombre mitjà de persones vivint en cada habitatge era de 2,11 i el nombre mitjà de persones que vivien en cada família era de 2,72.
Per edats la població es repartia de la següent manera: un 22,1% tenia menys de 18 anys, un 4,5% entre 18 i 24, un 20,9% entre 25 i 44, un 30,8% de 45 a 60 i un 21,6% 65 anys o més.
L'edat mediana era de 46 anys. Per cada 100 dones de 18 o més anys hi havia 85,5 homes.
La renda mediana per habitatge era de 37.500 $ i la renda mediana per família de 45.781 $. Els homes tenien una renda mediana de 41.736 $ mentre que les dones 29.688 $. La renda per capita de la població era de 20.535 $. Entorn del 4,2% de les famílies i el 6% de la població estaven per davall del llindar de pobresa.

## Poblacions més properes
El següent diagrama mostra les poblacions més properes.